# Torre Ostankino
A Torre Ostankino (em russo:  Останкинская телебашня) também chamada de Beleza de Moscou ou Beleza de Moscovo, é uma torre de rádio e televisão sem apoios, membro da Federação Mundial das Grandes Torres, localizada em Moscou, originalmente com 540 metros (1 772 pés) de altura, desenhada por Nikolai Nikitin. Sua construção começou em 1963 e completou-se em 1967. Deteve o recorde de estrutura autônoma em terra mais alta do mundo por oito anos, até que a Torre CN foi construída em Toronto, no Canadá em 1976. Atualmente, é a mais alta estrutura sem sustentação da Eurásia.

## Acidentes
A torre pegou fogo em 27 de Agosto de 2000, matando 3 pessoas. Em adição, os sinais de rádio e televisão foram interrompidos pela grande Moscou. O fogo começou aproximadamente a 98 metros acima da plataforma de observação no restaurante Seventh Heaven, necessitando na evacuação de todos os visitantes que estavam nessas dependências.

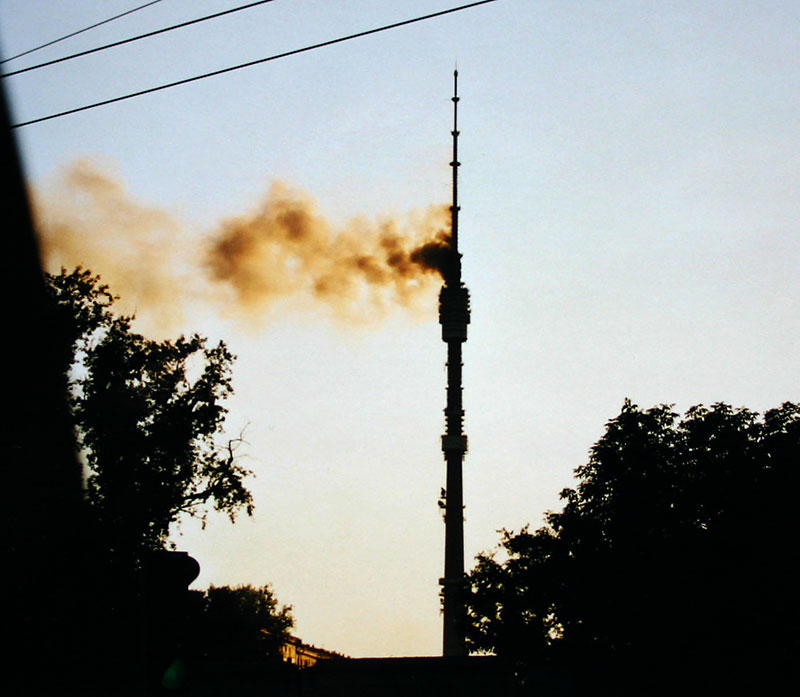
A torre pegando fogo em Agosto de 2000.

De acordo com as agências de notícias Russas, a evacuação foi completada 90 minutos depois do início do incêndio. Devido à idade dos equipamentos eletrônicos - instalados na década de 1960 - e a infreqüente manutenção, a perda sustentada foi substancial. A única estação de televisão que não foi afetada, foi a rede privada NTV, mas o governo decretou que as redes governamentais teriam prioridade, e como tal, a RTR TV começou a transmitir para vários bairros de Moscou.
Em 1 de Julho de 2004 a Austríaca BASE Jumper Christina Glubelnik atingiu a torre durante a sua descida, batendo a cabeça e perdendo a consciência. A paraquedista desceu até o nível mais baixo aonde pode ser resgatada em segurança pelos serviços de emergência da Rússia.
Em 25 de Maio de 2007, a torre mais uma vez pegou fogo. A BBC informou que não foi tão grave como o incêndio de 2000 e foi isolado por uma plataforma na parte externa da torre. Todas as pessoas dentro da torre foram evacuadas e o fogo foi apagado, sem vítimas mortais.

## Programas Transmitidos

### Programas de TV

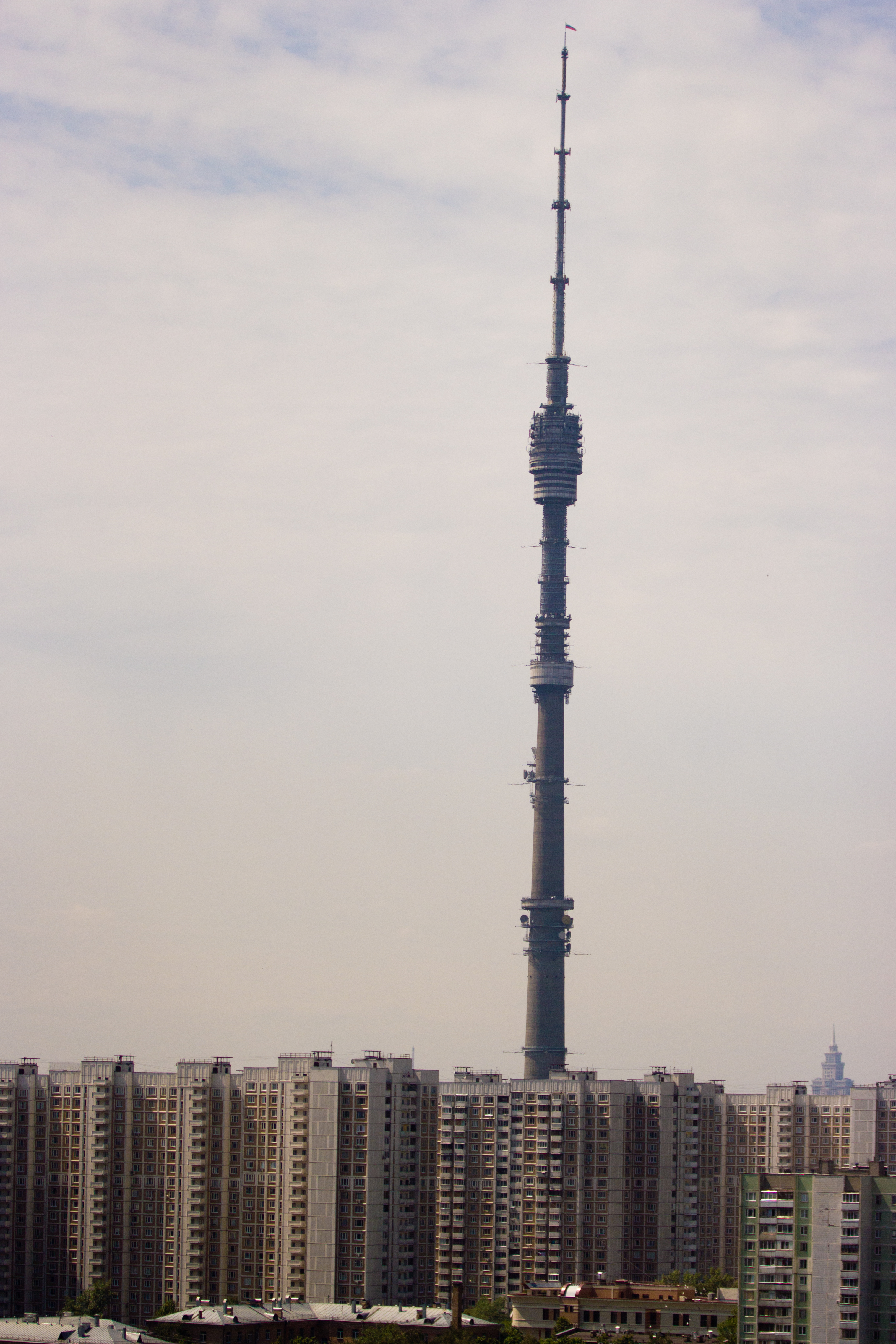

| Programa                      | Canal | Frequência | ERP                       | Observações |
| ----------------------------- | ----- | ---------- | ------------------------- | ----------- |
| Perviy Kanal                  | 1     | 52 MHz     | 40 kW                     |             |
| TV Center                     | 3     | 80 MHz     |                           |             |
| Sport                         | 6     | 178 MHz    | 100 W [carece de fontes?] |             |
| NTV                           | 8     | 194 MHz    |                           |             |
| RTR                           | 11    | 218 MHz    | 60 kW                     |             |
| TV Daryal                     | 23    | 490 MHz    | 10 kW                     |             |
| Euronews                      | 25    | 506 MHz    |                           |             |
| STS-Moscow                    | 27    | 522 MHz    |                           |             |
| 7 TV                          | 29    | 538 MHz    | 10 kW                     |             |
| Domashny                      | 31    | 554 MHz    | 20 kW                     |             |
| ORT, RTR, Eurosport, Euronews | 32    | 562 MHz    | 1,3 kW                    | DVB-T       |
| Culture                       | 33    | 570 MHz    | 20 kW                     |             |
| TNT                           | 35    | 586 MHz    | 2 kW                      |             |
| MTV                           | 38    | 610 MHz    |                           |             |
| TV-3 Russia                   | 46    | 674 MHz    |                           |             |
| REN-TV                        | 49    | 698 MHz    | 1 kW                      |             |
| Muz-TV                        | 51    | 714 MHz    |                           |             |
| ZVEZDA                        | 57    | 762 MHz    |                           |             |
| 2 X 2                         | 60    | 786 MHz    | 5 kW                      |             |

### Rádios FM
| Estação                                                    | Frequência | ERP     |
| ---------------------------------------------------------- | ---------- | ------- |
| "Radio Russia", "Radio Podmoskovie", "Radiocompany Moscow" | 66,44 MHz  | 15,0 kW |
| "Unost"                                                    | 68,84 MHz  | 15,0 kW |
| "Mayak"                                                    | 67,22 MHz  | 15,0 kW |
| "Europa Plus"                                              | 69,80 MHz  | 15,0 kW |
| "Russian Radio"                                            | 71,30 MHz  | 10,0 kW |
| "Orpheus"                                                  | 72,14 MHz  | 15,0 kW |
| "Radio Retro"                                              | 72,92 MHz  | 15,0 kW |
| "Echo of Moscow"                                           | 73,82 MHz  | 10,0 kW |
| "Radio Retro"                                              | 88,30 MHz  | 1,0 kW  |
| "Radio Jazz"                                               | 89,10 MHz  | 1,0 kW  |
| "Classic Radio"                                            | 100,90 MHz | 5,0 kW  |
| "Dinamit FM"                                               | 101,2 MHz  | 10,0 kW |
| "Radio Maximum"                                            | 103,7 MHz  | 10,0 kW |
| "Russian Radio"                                            | 105,70 MHz | 10,0 kW |
| "Europa Plus"                                              | 106,2 MHz  | 10,0 kW |